# Kharimala Khagrabari
Kharimala Khagrabari è una suddivisione dell'India, classificata come census town, di 7.214 abitanti, situata nel distretto di Cooch Behar, nello stato federato del Bengala Occidentale. In base al numero di abitanti la città rientra nella classe V (da 5.000 a 9.999 persone).

## Geografia fisica
La città è situata a 26° 19' 29 N e 89° 29' 05 E.

## Società

### Evoluzione demografica
Al censimento del 2001 la popolazione di Kharimala Khagrabari assommava a 7.214 persone, delle quali 3.642 maschi e 3.572 femmine. I bambini di età inferiore o uguale ai sei anni assommavano a 722, dei quali 380 maschi e 342 femmine. Infine, coloro che erano in grado di saper almeno leggere e scrivere erano 5.536, dei quali 2.938 maschi e 2.598 femmine.